# Vararia verrucosa
Vararia verrucosa är en svampart som beskrevs av Boidin 1967. Vararia verrucosa ingår i släktet Vararia och familjen Lachnocladiaceae.   Inga underarter finns listade i Catalogue of Life.